# Divisiones Regionales de la Región de Murcia 1978-79
Las divisiones regionales de fútbol son las categorías de competición futbolística de más bajo nivel en España, en las que participan deportistas aficionados, no profesionales. En las provincias de Murcia y Albacete su administración corre a cargo de la Federación Regional Murciana de Clubes de Fútbol, incluyendo también clubes del sur de la provincia de Alicante. Inmediatamente por encima de estas categorías estaba la Tercera División española.
En la temporada 1978-1979 las divisiones regionales se dividen en Regional Preferente, Primera Regional y Segunda Regional.
Los primeros clasificados de Regional Preferente ascienden al grupo VI de Tercera División.

## Regional Preferente

### Clasificación
|  |     | Equipos de fútbol    | PJ | G  | E  | P  | GF | GC | Dif | Pts |
|  | --- | -------------------- | -- | -- | -- | -- | -- | -- | --- | --- |
|  | 1.  | Alicante CF          | 38 | 23 | 12 | 3  | 80 | 25 | +55 | 58  |
|  | 2.  | CF Lorca Deportiva   | 38 | 24 | 9  | 5  | 71 | 27 | +44 | 57  |
|  | 3.  | CD Cieza             | 38 | 23 | 11 | 4  | 65 | 23 | +42 | 57  |
|  | 4.  | Yeclano CF           | 38 | 23 | 9  | 6  | 80 | 28 | +52 | 55  |
|  | 5.  | Caravaca CF          | 38 | 18 | 8  | 12 | 74 | 49 | +25 | 44  |
|  | 6.  | Imperial CF          | 38 | 14 | 15 | 9  | 52 | 41 | +11 | 43  |
|  | 7.  | CP Villarrobledo     | 38 | 13 | 14 | 11 | 56 | 45 | +11 | 40  |
|  | 8.  | CD Almoradí          | 38 | 14 | 12 | 12 | 52 | 41 | +11 | 40  |
|  | 9.  | CD Molinense         | 38 | 15 | 9  | 14 | 54 | 45 | +9  | 39  |
|  | 10. | Olímpico Juvenil     | 38 | 14 | 10 | 14 | 59 | 41 | +18 | 38  |
|  | 11. | Callosa Deportiva CF | 38 | 14 | 10 | 14 | 41 | 52 | -11 | 38  |
|  | 12. | Pinatar CF           | 38 | 13 | 10 | 15 | 56 | 64 | -8  | 36  |
|  | 13. | Águilas CF           | 38 | 14 | 8  | 16 | 43 | 61 | -18 | 36  |
|  | 14. | Mazarrón CF          | 38 | 9  | 11 | 18 | 38 | 75 | -37 | 29  |
|  | 15. | CF Huercalense       | 38 | 9  | 11 | 18 | 42 | 60 | -18 | 29  |
|  | 16. | CD Ilicitano         | 38 | 10 | 7  | 21 | 46 | 61 | -15 | 27  |
|  | 17. | CF Santomera         | 38 | 5  | 16 | 17 | 40 | 63 | -23 | 26  |
|  | 18. | Atlético Albacete    | 38 | 5  | 16 | 17 | 25 | 58 | -33 | 26  |
|  | 19. | Madrigueras UD       | 38 | 8  | 7  | 23 | 31 | 93 | -62 | 23  |
|  | 20. | CD Bala Azul         | 38 | 6  | 7  | 25 | 32 | 85 | -53 | 19  |

Pts = Puntos; PJ = Partidos Jugados; G = Partidos Ganados; E = Partidos Empatados; P = Partidos Perdidos; GF = Goles Anotados; GC = Goles Recibidos
|  | Asciende a Tercera División |

### Fase por la Permanencia
| Ida; junio de 1979 | CD Roldán | 0:1 | Madrigueras UD |  |  |

| Vuelta; junio de 1979 | Madrigueras UD | 5:0 | CD Roldán |  |  |

| Ida; junio de 1979 | CD Bala Azul | 2:0 | Atlético Muleño |  |  |

| Vuelta; junio de 1979 | Atlético Muleño | 1:0 | CD Bala Azul |  |  |

## Primera Regional

### Clasificación
|  |     | Equipos de fútbol | PJ | G  | E  | P  | GF | GC | Dif | Pts |
|  | --- | ----------------- | -- | -- | -- | -- | -- | -- | --- | --- |
|  | 1.  | UD Horadada       | 38 | 22 | 10 | 6  | 70 | 34 | +36 | 54  |
|  | 2.  | CD Hellín         | 38 | 22 | 8  | 8  | 78 | 30 | +48 | 52  |
|  | 3.  | Atlético Muleño   | 38 | 19 | 11 | 8  | 77 | 33 | +44 | 49  |
|  | 4.  | CD Roldán         | 38 | 18 | 11 | 9  | 71 | 55 | +16 | 47  |
|  | 5.  | CD Torre Pacheco  | 38 | 20 | 6  | 12 | 59 | 37 | +22 | 46  |
|  | 6.  | Jumilla CF        | 38 | 18 | 8  | 12 | 57 | 46 | +11 | 44  |
|  | 7.  | CD Lumbreras      | 38 | 15 | 9  | 14 | 59 | 65 | -6  | 39  |
|  | 8.  | El Palmar CF      | 38 | 15 | 9  | 14 | 58 | 61 | -3  | 39  |
|  | 9.  | CD Levante        | 38 | 14 | 10 | 14 | 52 | 59 | -7  | 38  |
|  | 10. | Archena CF        | 38 | 17 | 4  | 17 | 50 | 68 | -18 | 38  |
|  | 11. | Abarán CF         | 38 | 15 | 7  | 16 | 50 | 41 | +9  | 37  |
|  | 12. | AP Almansa "B"    | 38 | 13 | 11 | 14 | 49 | 58 | -9  | 37  |
|  | 13. | CD Algar          | 38 | 13 | 10 | 15 | 70 | 69 | +1  | 36  |
|  | 14. | San Javier CF     | 37 | 12 | 10 | 15 | 58 | 56 | +2  | 34  |
|  | 15. | Calasparra CF     | 38 | 12 | 9  | 17 | 42 | 39 | +3  | 33  |
|  | 16. | Lorquí CF         | 38 | 10 | 12 | 16 | 49 | 60 | -11 | 32  |
|  | 17. | CD Santa Pola     | 38 | 12 | 8  | 18 | 49 | 64 | -15 | 32  |
|  | 18. | Espinardo CF      | 38 | 11 | 8  | 19 | 47 | 60 | -13 | 30  |
|  | 19. | CP Tarazona       | 38 | 9  | 7  | 21 | 36 | 75 | -39 | 25  |
|  | 20. | CD Ceutí          | 38 | 4  | 8  | 26 | 20 | 91 | -71 | 16  |

Pts = Puntos; PJ = Partidos Jugados; G = Partidos Ganados; E = Partidos Empatados; P = Partidos Perdidos; GF = Goles Anotados; GC = Goles Recibidos
|  | Asciende a Regional Preferente |
|  | Desciende a Segunda Regional   |

## Segunda Regional

### Clasificación Grupo 1
|  |     | Equipos de fútbol  | PJ | G  | E | P  | GF | GC | Dif | Pts |
|  | --- | ------------------ | -- | -- | - | -- | -- | -- | --- | --- |
|  | 1.  | Algaida CF         | 24 | 17 | 3 | 4  | 72 | 20 | +52 | 37  |
|  | 2.  | Alcantarilla CF    | 24 | 16 | 3 | 5  | 56 | 24 | +32 | 35  |
|  | 3.  | Cehegín CF         | 24 | 13 | 2 | 9  | 40 | 31 | +9  | 28  |
|  | 4.  | CD Bullense        | 24 | 12 | 4 | 8  | 35 | 34 | +1  | 28  |
|  | 5.  | CF Albudeite       | 24 | 10 | 6 | 8  | 33 | 38 | -5  | 26  |
|  | 6.  | Betis de Cieza     | 24 | 8  | 9 | 7  | 40 | 31 | +9  | 25  |
|  | 7.  | UD La Copa         | 24 | 10 | 5 | 9  | 39 | 28 | +11 | 25  |
|  | 8.  | Moratalla CF       | 24 | 9  | 5 | 10 | 45 | 41 | +4  | 23  |
|  | 9.  | UD Blanca          | 24 | 7  | 6 | 11 | 42 | 56 | -14 | 20  |
|  | 10. | Campos del Río CD  | 24 | 7  | 5 | 12 | 26 | 45 | -19 | 19  |
|  | 11. | CD Pliego          | 24 | 5  | 6 | 13 | 23 | 45 | -22 | 16  |
|  | 12. | CAD Virginia Garre | 24 | 4  | 7 | 13 | 25 | 48 | -23 | 15  |
|  | 13. | Mula CF            | 24 | 5  | 4 | 15 | 24 | 59 | -35 | 14  |

Pts = Puntos; PJ = Partidos Jugados; G = Partidos Ganados; E = Partidos Empatados; P = Partidos Perdidos; GF = Goles Anotados; GC = Goles Recibidos
|  | Asciende a Primera Regional |

### Clasificación Grupo 2
|  |     | Equipos de fútbol  | PJ | G  | E | P  | GF | GC | Dif | Pts |
|  | --- | ------------------ | -- | -- | - | -- | -- | -- | --- | --- |
|  | 1.  | Atlético Lorquino  | 22 | 18 | 3 | 1  | 63 | 15 | +48 | 39  |
|  | 2.  | CD Naval           | 22 | 13 | 3 | 6  | 61 | 23 | +38 | 29  |
|  | 3.  | CF Javalí Nuevo    | 22 | 11 | 6 | 5  | 40 | 24 | +16 | 28  |
|  | 4.  | Sangonera Atlético | 22 | 12 | 4 | 6  | 41 | 37 | +4  | 28  |
|  | 5.  | Deportiva Minera   | 22 | 11 | 5 | 6  | 60 | 36 | +24 | 27  |
|  | 6.  | UD Alhameña        | 22 | 9  | 5 | 8  | 43 | 46 | -3  | 23  |
|  | 7.  | Balsapintada CF    | 22 | 10 | 2 | 10 | 36 | 46 | -10 | 22  |
|  | 8.  | Cotillas CF        | 22 | 7  | 6 | 9  | 33 | 40 | -7  | 20  |
|  | 9.  | CD Aguileño        | 22 | 9  | 0 | 13 | 36 | 43 | -7  | 18  |
|  | 10. | CD Alberca         | 22 | 3  | 6 | 13 | 27 | 52 | -25 | 12  |
|  | 11. | Librilla CF        | 22 | 4  | 4 | 14 | 25 | 54 | -29 | 12  |
|  | 12. | Los Alcázares CF   | 22 | 2  | 2 | 18 | 24 | 73 | -49 | 6   |

Pts = Puntos; PJ = Partidos Jugados; G = Partidos Ganados; E = Partidos Empatados; P = Partidos Perdidos; GF = Goles Anotados; GC = Goles Recibidos
|  | Asciende a Primera Regional |

### Clasificación Grupo 3
|  |     | Equipos de fútbol        | PJ | G  | E | P  | GF | GC | Dif | Pts |
|  | --- | ------------------------ | -- | -- | - | -- | -- | -- | --- | --- |
|  | 1.  | Beniaján CF              | 24 | 17 | 5 | 2  | 56 | 19 | +37 | 39  |
|  | 2.  | CD Beniel                | 24 | 14 | 5 | 5  | 56 | 19 | +37 | 33  |
|  | 3.  | CD Zeneta                | 24 | 13 | 6 | 5  | 46 | 24 | +22 | 32  |
|  | 4.  | Alquerías CF             | 24 | 13 | 5 | 6  | 39 | 24 | +15 | 31  |
|  | 5.  | Atlético Orihuela        | 24 | 12 | 6 | 6  | 51 | 29 | +22 | 30  |
|  | 6.  | UD Cabezo de Torres      | 24 | 12 | 5 | 7  | 43 | 21 | +22 | 29  |
|  | 7.  | Fuente Álamo CF          | 24 | 11 | 5 | 8  | 40 | 24 | +16 | 27  |
|  | 8.  | CF Santiago de la Ribera | 24 | 9  | 2 | 13 | 44 | 58 | -14 | 20  |
|  | 9.  | Atlético Dolores         | 24 | 7  | 6 | 11 | 45 | 45 | 0   | 18  |
|  | 10. | El Raal CF               | 24 | 6  | 5 | 13 | 26 | 55 | -29 | 17  |
|  | 11. | Cobatillas CF            | 24 | 5  | 5 | 14 | 31 | 63 | -32 | 15  |
|  | 12. | Abanilla Deportiva       | 24 | 5  | 3 | 16 | 25 | 52 | -27 | 13  |
|  | 13. | CD Ribereño              | 24 | 1  | 4 | 19 | 15 | 84 | -69 | 6   |
|  | 14. | CCR Monteagudo           | 0  | 0  | 0 | 0  | 0  | 0  | 0   | 0   |

Pts = Puntos; PJ = Partidos Jugados; G = Partidos Ganados; E = Partidos Empatados; P = Partidos Perdidos; GF = Goles Anotados; GC = Goles Recibidos
|  | Asciende a Primera Regional |

### Clasificación Grupo 4
|  |     | Equipos de fútbol              | PJ | G  | E  | P  | GF | GC | Dif | Pts |
|  | --- | ------------------------------ | -- | -- | -- | -- | -- | -- | --- | --- |
|  | 1.  | Sax CF                         | 26 | 16 | 5  | 5  | 57 | 26 | +31 | 37  |
|  | 2.  | CD Dolores                     | 26 | 16 | 3  | 7  | 59 | 29 | +30 | 35  |
|  | 3.  | CD Catral                      | 26 | 14 | 7  | 5  | 46 | 18 | +28 | 35  |
|  | 4.  | Benferri CF                    | 26 | 16 | 3  | 7  | 59 | 17 | +42 | 35  |
|  | 5.  | Atlético Santa Pola            | 26 | 11 | 8  | 7  | 48 | 28 | +20 | 30  |
|  | 6.  | AD Fortuna                     | 26 | 11 | 8  | 7  | 41 | 48 | -7  | 30  |
|  | 7.  | Barinas CF                     | 26 | 9  | 11 | 6  | 47 | 39 | +8  | 29  |
|  | 8.  | CD Tháder                      | 26 | 12 | 5  | 9  | 49 | 38 | +11 | 29  |
|  | 9.  | Alicante CF Promesas           | 26 | 10 | 5  | 11 | 49 | 51 | -2  | 25  |
|  | 10. | Atlético San Miguel de Salinas | 26 | 9  | 5  | 12 | 40 | 58 | -18 | 23  |
|  | 11. | Formentera CF                  | 26 | 10 | 3  | 13 | 49 | 63 | -14 | 23  |
|  | 12. | Marinense CF                   | 26 | 5  | 5  | 16 | 30 | 65 | -35 | 15  |
|  | 13. | CD Montesinos                  | 26 | 5  | 1  | 20 | 38 | 79 | -41 | 11  |
|  | 14. | Mahoya Atlético CF             | 26 | 2  | 3  | 21 | 25 | 78 | -53 | 7   |

Pts = Puntos; PJ = Partidos Jugados; G = Partidos Ganados; E = Partidos Empatados; P = Partidos Perdidos; GF = Goles Anotados; GC = Goles Recibidos
|  | Asciende a Primera Regional |

### Clasificación Grupo 5
|  |     | Equipos de fútbol     | PJ | G  | E | P  | GF | GC | Dif | Pts |
|  | --- | --------------------- | -- | -- | - | -- | -- | -- | --- | --- |
|  | 1.  | GD San Juan           | 16 | 9  | 5 | 2  | 31 | 12 | +19 | 23  |
|  | 2.  | Sax UD                | 16 | 11 | 1 | 4  | 28 | 15 | +13 | 23  |
|  | 3.  | Sporting La Gineta CF | 16 | 9  | 3 | 4  | 29 | 19 | +10 | 21  |
|  | 4.  | Atlético Tobarra      | 16 | 7  | 3 | 6  | 32 | 25 | +7  | 17  |
|  | 5.  | CP La Roda            | 16 | 6  | 3 | 7  | 37 | 35 | +2  | 15  |
|  | 6.  | Ontur CF              | 16 | 4  | 2 | 10 | 15 | 44 | -29 | 10  |
|  | 7.  | CD Caudetano          | 16 | 5  | 3 | 8  | 24 | 26 | -2  | 10  |
|  | 8.  | Atlético Fuenteálamo  | 16 | 4  | 2 | 10 | 22 | 40 | -18 | 10  |
|  | 9.  | CF Agustín Bosser     | 16 | 5  | 2 | 9  | 30 | 32 | -2  | 9   |
|  | 10. | CD Las Nieves         | 0  | 0  | 0 | 0  | 0  | 0  | 0   | 0   |
|  | 11. | AD Curt               | 0  | 0  | 0 | 0  | 0  | 0  | 0   | 0   |

Pts = Puntos; PJ = Partidos Jugados; G = Partidos Ganados; E = Partidos Empatados; P = Partidos Perdidos; GF = Goles Anotados; GC = Goles Recibidos
|  | Asciende a Primera Regional |